# زبان اشاره لیتوانیایی
زبان اشاره لیتوانیایی زبان اشاره‌ای است که توسط ناشنوایان و کم شنوایان در لیتوانی استفاده می‌شود.